# Fellāh

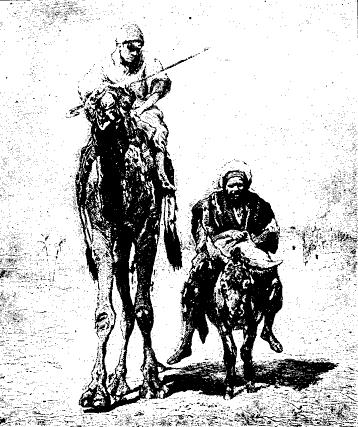
Fellaher på färd in till staden

Fellāh (arab., plur. fellahīn, av falaha, "arbeta i jorden"), jordbrukare, det allmänna namnet på Egyptens fasta åkerbrukande befolkning, till skillnad från stadsborna å ena sidan och den nomadiska ökenbefolkningen, beduinerna, å den andra. Fellaherna är till största delen muslimer, blott ett fåtal är kopter, vilka i sådant fall varken till utseende eller levnadssätt skiljer sig från sina muslimska släktingar. Fellaherna härstammar med all sannolikhet från de gamla egyptierna, även om den från monumenten bekanta rena egyptiska typen mindre ofta anträffas bland fellaherna än bland de koptiska stadsinvånarna. 
Fellahernas ekonomiska ställning i början av 1900-talet kan måhända bäst jämföras med en utfattig, strängt arbetande torpares; självägande bönder var mycket sällsynta bland dem vid den tiden. De bodde ofta i hyddor av torkat slam från Nilen, täckta med halmkärvar, lagda på några palmstammar. Stugan innehöll oftast endast ett rum, utan golv och fönster och ibland utan dörr framför den trånga öppning som bildar ingången. Husgeråden bestod vanligen av ett par stenar till att mala säden, ett träfat för att kavla degen, en kupig järnplåt att grädda brödet på och en stor vattenkruka. Ibland kunde man finna ett täcke eller något klädesplagg upphängt på en träkrok i väggen.
Fellahernas föda har traditionellt varit ojäst durrabröd, vilket bakas färskt varje dag. Bönor, lök (rå eller stekt i olja), hibiscus och gurkor har också varit vanliga. Vad gäller kött äter man nästan uteslutande får, dock endast vid några få tillfällen varje år.
Idag (2005) utgör fellaherna omkring 60 procent av den egyptiska befolkningen. Deras levnadssätt skiljer sig ännu inte nämnvärt från deras förfäder
I historiefilosofen Oswald Spenglers verk Västerlandets undergång används termen som en negativ kategori: "En återgång till primitivare tillstånd sker, men berövad sina starka och löftesrika element. Fellah-typen uppstår."